# Euantha interrupta
Euantha interrupta là một loài ruồi trong họ Tachinidae.